# Paseo Estado
El Paseo Estado es una vía de exclusivo uso peatonal ubicada en el centro de la ciudad de Santiago, Chile. En su extensión de norte a sur une la Plaza de Armas con la Alameda del Libertador General Bernardo O'Higgins.

## Historia
En la Colonia se le conocía como calle del Alguacil Mayor o del Alférez Real, y era por esta vía donde se celebraba el Paseo del Estandarte Real cada 24 de julio. Posteriormente fue denominada como calle del Rey, debido a que fue la vía oficial de las ceremonias públicas durante la Colonia.
El 20 de enero de 1825 adquirió el nombre de calle del Estado y durante la intendencia de Benjamín Vicuña Mackenna fue la primera calle adoquinada de la ciudad, con adoquines labrados a mano en las canteras de Conchalí. Mediante la Ley 9676, publicada el 7 de septiembre de 1950, la calle pasó a denominarse Arturo Alessandri, sin embargo dicha medida fue revertida en los años siguientes.
El 17 de diciembre de 1953 fue inaugurado en el número 42 de la calle Estado el primer almacén de autoservicio Almac de Chile, construido bajo el formato superette (similar a la tienda de conveniencia), pues solo constaba de 180 m². Su eslogan era «Sírvase usted mismo y pague a la salida».
En 1999 fue transformada en paseo peatonal.

## Edificios de interés
- Iglesia de San Agustín (intersección con Calle Agustinas).
- Edificio Oberpaur (intersección con Calle Huérfanos).
- Edificio Comercial Edwards (intersección con Calle Merced).